# 文治 (大理)
文治（ぶんち）は、中国後大理国の段正厳の時代に使用された元号。1110年 - 年代不詳。
『滇載記』にはこの元号の記載がない。また李兆洛の『紀元編』では広運の後としている。
『南詔野史』『滇雲歴年伝」及び胡氏の『野史』の記載は日新と永嘉の間に設けている。